# Эн (Па-де-Кале)
Эн (фр. Haisnes) — коммуна во Франции, регион О-де-Франс, департамент Па-де-Кале, округ Бетюн, кантон Дуврен. Город расположен в 15 км к востоку от Бетюна и в 9 км к северу от Ланса, в 7 км от автомагистрали А21 "Рокада Миньер".
Население (2018) — 4 380 человек.

## Достопримечательности
- Церкви Святого Никасия и Святого Ильи XX века

## Экономика
До 60-х годов XX века Эн был одним из шахтёрских городов Па-де-Кале. После закрытия угольных разработок переориентирован на лёгкую промышленность.
Структура занятости населения:
- сельское хозяйство — 3,9 %
- промышленность — 45,3 %
- строительство — 5,1 %
- торговля, транспорт и сфера услуг — 19,3 %
- государственные и муниципальные службы — 26,4 %

Уровень безработицы (2017) — 18,0 % (Франция в целом — 13,4 %, департамент Па-де-Кале — 17,2 %). 

Среднегодовой доход на 1 человека, евро (2017) — 19 080 (Франция в целом — 21 110, департамент Па-де-Кале — 18 610).

## Демография
Динамика численности населения, чел.

## Администрация
Пост мэра Эна с 2008 года занимает социалист Фредерик Валле (Frédéric Wallet), член Совета департамента Па-де-Кале от кантона Дуврен. На муниципальных выборах 2020 года возглавляемый им левый список победил в 1-м туре, получив 58,84 % голосов.
| Период | Период | Фамилия        | Партия                  | Примечания                                              |
| ------ | ------ | -------------- | ----------------------- | ------------------------------------------------------- |
| 1967   | 1997   | Овид Данкуэн   | Социалистическая партия |                                                         |
| 1997   | 2008   | Фабьен Прюво   | Социалистическая партия | член Генерального совета департамента                   |
| 2008   |        | Фредерик Валле | Социалистическая партия | ортопед-остеопат, член Генерального совета департамента |

## Ссылки

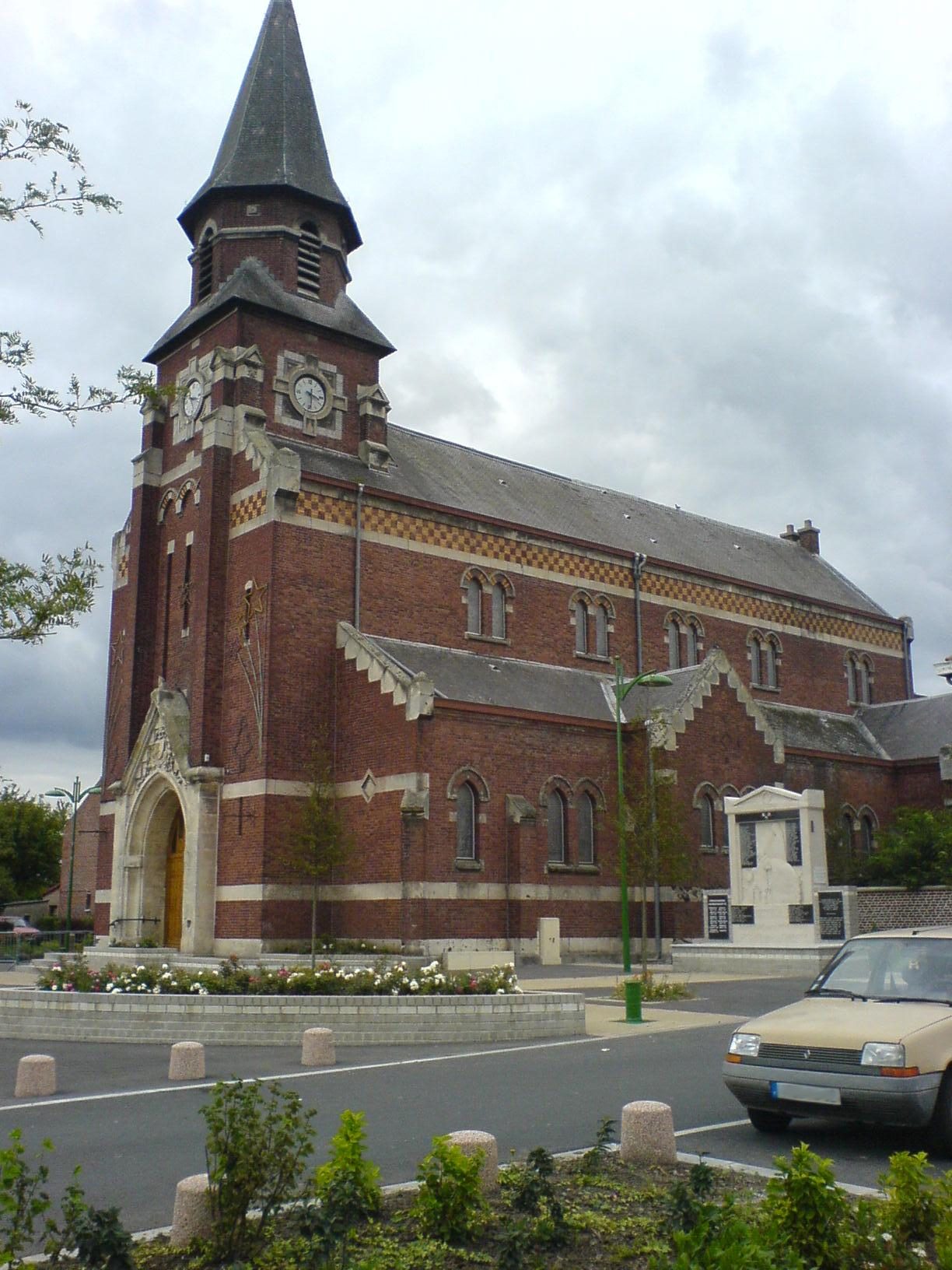
Церковь Святого Никасия